# Virgil CDP (Nueva York)
Virgil es un lugar designado por el censo ubicado en el condado de Cortland en el estado estadounidense de Nueva York. En el Censo de 2020 tenía una población de 298 habitantes y una densidad poblacional de 128,45 habitantes por km². Fue incluido como CDP en el censo de 2020.

## Geografía
Virgil se encuentra ubicado en las coordenadas 42°30′38″N 76°11′40″O / 42.51056, -76.19444. Según la Oficina del Censo de los Estados Unidos,  tiene una superficie total de 2,32 km², todos correspondientes a tierra firme.